# تک ریزورسز
تک ریزورسز (به انگلیسی: Teck Resources) شرکت استخراج معادن و فلزات کانادایی است، که در زمینه اکتشاف، استخراج و فروش طلا، مس، روی، نفت خام و زغال سنگ فعالیت می‌نماید. 
ریشه‌های تأسیس این شرکت به سال ۱۹۰۶ بازمی‌گردد، که شرکت کامینکو در پی ادغام چندین شرکت مختلف و با مدیریت شرکت راه‌آهن کانادا پسیفیک راه‌اندازی شد. شرکت تک ریزورسز در سال ۲۰۰۱ از ادغام شرکت کامینکو و شرکت تک-هیوز تشکیل شد. 
دفتر مرکزی این شرکت در شهر ونکوور، کانادا قرار دارد و بخشی از سهام آن در بازارهای بورس نیویورک و بورس تورنتو معامله می‌شود.